# Vlag van Luxemburg (land)
De vlag van Luxemburg is een horizontale driekleur, bestaande uit banen van PMS 032C (bovenaan), wit (midden) en PMS 299 (onderaan). Luxemburg gebruikt deze vlag als civiele vlag (te land), staatsvlag en oorlogsvlag. Voor de handelsvlag wordt een ander ontwerp gebruikt, bestaande uit vijf lichtblauwe en vijf witte horizontale banen met op de voorgrond een rode gekroonde leeuw.

## Symboliek

Wapen van Luxemburg

De kleuren PMS 032C, wit en PMS 299 zijn overgenomen van het Luxemburgse wapenschild. Dit wapenschild toont de rode leeuw op een achtergrond van lichtblauwe en witte banen en stamt uit de 13e eeuw. De handelsvlag is in feite een banier van dit wapen. Ook het Luxemburgse roundel toont de rode leeuw op een wit-blauwe achtergrond.
De vlag lijkt op de vlag van Nederland, die een donkerdere kleur blauw (kobaltblauw) heeft. De beide vlaggen hebben echter geen gedocumenteerde gezamenlijke geschiedenis. Het feit dat Luxemburg in de 19e eeuw tot Nederland behoorde, heeft niets te maken met de kleuren van beide vlaggen. Wel is er samenhang met de vlag van de Belgische provincie Luxemburg, aangezien die vlag eveneens gebaseerd is op het Luxemburgse wapen: de provincie Luxemburg werd in 1839 aan het Groothertogdom onttrokken maar bleef het Luxemburgse wapen voeren.

## Ontwerp
De drie banen in de vlag zijn even hoog en nemen elk dus een derde van de vlag in. De officiële verhoudingen tussen de hoogte en de breedte zijn 5:3 en alternatief 2:1.
Het lichtblauw werd op 27 juli 1993 vastgelegd als PMS 299 in de Pantonecodering. Ter vergelijking: het Nederlandse kobaltblauw is PMS 286. Het rood is PMS 032C, terwijl het geel (in de handelsvlag) PMS 116C is.

## Geschiedenis
De vlag werd in 1972 officieel aangenomen. Men legde de vlag vooral officieel vast omdat internationale organisaties duidelijkheid wilden over de vlag. De handelsvlag met de leeuw werd voordien de facto al door veel schepen gebruikt, maar door de verbeterde mogelijkheden voor de binnenvaart in Europa kwamen Luxemburgse en Nederlandse schepen meer in elkaars omgeving, waardoor het ter onderscheiding nodig werd geacht dat de Luxemburgse schepen aan hun vlag duidelijk te herkennen waren. Daarom werd de banier van het wapen de officiële handelsvlag. Tot 1990 zouden zeeschepen onder Luxemburgse vlag nog de driekleur voeren, sindsdien wordt de vlag met de rode leeuw gebruikt.

## Een nieuwe vlag?
Op 11 januari 2007 werd door volksvertegenwoordiger Michel Wolter een wetsvoorstel ingediend om de handelsvlag in te stellen als nationale vlag, waarmee deze de huidige driekleur zou vervangen. Deze wordt te vaak verward met de Nederlandse vlag. Dit voorstel vond volgens de uitkomsten van een peiling steun bij 80% van de Luxemburgse bevolking.
Uiteindelijk strandde het wetsvoorstel in het Luxemburgse parlement, voordat er een door Wolter verlangd referendum over kwam.

## Overige vlaggen

Standaard van de vorst

De Groothertog van Luxemburg heeft een eigen standaard, die bestaat uit een oranje veld met daarop in het midden het wapen van de vorst van Luxemburg, met schildhouders en kroon.